# دانا غونزاليس
دانا غونزاليس (بالإنجليزية: Dana Gonzales)‏ هو مصور سينمائي أمريكي، ولد في 18 نوفمبر 1963 في لوس أنجلوس في الولايات المتحدة.

## وصلات خارجية
- الموقع الرسمي
- دانا غونزاليس على موقع IMDb (الإنجليزية)
- دانا غونزاليس على موقع ألو سيني (الفرنسية)
- دانا غونزاليس على موقع قاعدة بيانات الفيلم (الإنجليزية)
- دانا غونزاليس على موقع كينوبويسك (الروسية)